# Hõm lào giải phẫu
Hõm lào giải phẫu (hay hố động mạch quay, tiếng Anhː Anatomical snuffbox, tiếng Phápː La tabatière anatomique) là vùng tam giác trũng xuống ở phía xương quay (phía ngoài) và mặt mu bàn tay, ở ngang mức các xương cổ tay. Cái tên "hõm lào" có nguồn gốc từ việc có nhiều người sử dụng bề mặt hõm này để đựng bột thuốc lá và "hít" thuốc.

## Cấu trúc

### Giới hạn
- Bờ trong (phía xương trụ) là gân cơ duỗi dài ngón tay cái.
- Bờ ngoài (phía xương quay) là gân cơ duỗi ngắn ngón tay cái và gân cơ dạng dài ngón tay cái.[1]
- Đầu gần là mỏm trâm quay.
- Đầu xa là đỉnh của tam giác cân (ước lượng).
- Nền hõm lào gồm xương tháp và xương thang.

### Giải phẫu mạch và thần kinh
Nằm dưới các gân cơ hình thành hõm lào là động mạch quay. Động mạch này chạy chếch qua đáy hõm lào giải phẫu, nằm trên xương thang, bắt chéo ở dưới gân cơ duỗi dài ngón cái để tới khoang gian cốt thứ I. Trong hõm lào, động mạch tách ra động mạch chính ngón cái và động mạch mu cổ tay. Tại vị trí giữa xương đốt bàn tay I và II, động mạch quay cho các nhánh cung gan tay nông và sâu. Tại hõm lào, động mạch quay có liên quan (<2 mm) tới nhánh nông của thần kinh quay ở chỗ mỏm trâm quay (48% trường hợp). 24% trường hợp, động mạch có liên quan mật thiết đến thần kinh bì cánh tay ngoài.

## Một số hình ảnh

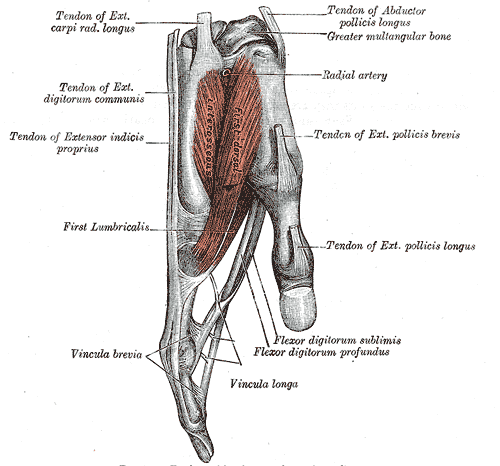
Gân cơ.
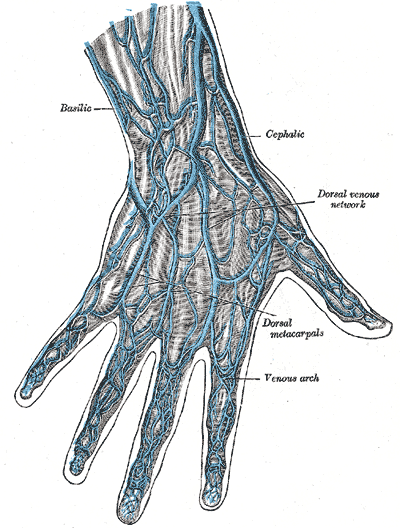
Các tĩnh mạch mu tay
Động mạch vùng gan bàn tay trái
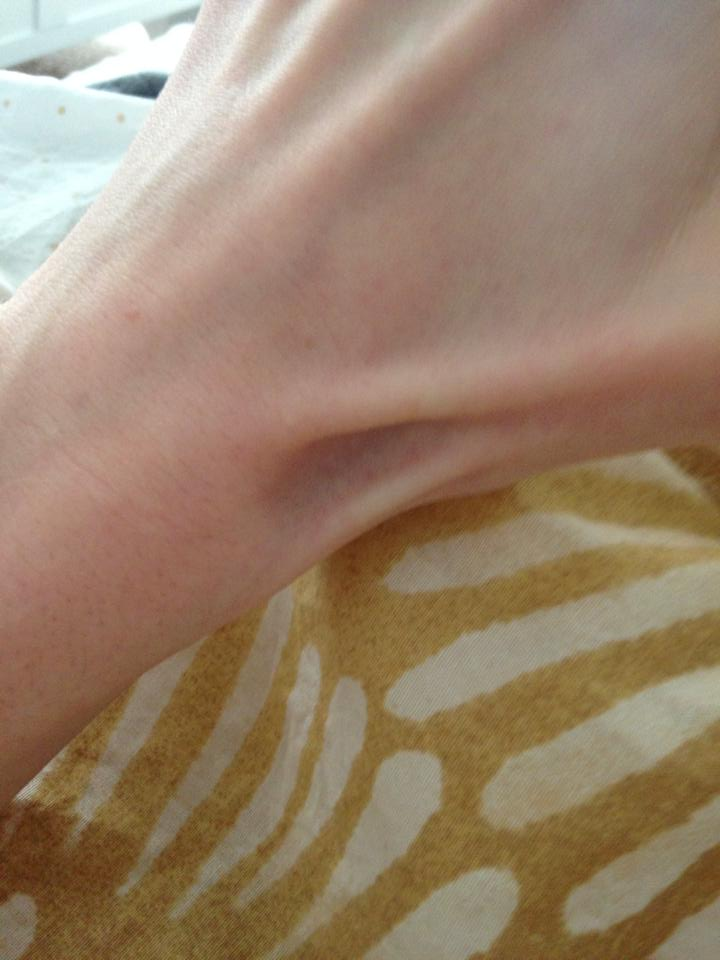
Hõm lào giải phẫu